# Hipolit Gawdziński
Hipolit Gawdziński (ur. 12 sierpnia?/24 sierpnia 1881 w Benderach, zm. wiosną 1940 w Katyniu) – podpułkownik artylerii Wojska Polskiego, ofiara zbrodni katyńskiej.

## Życiorys
Był synem Feliksa i Pauliny z domu Janicka. Mieszkał w Warszawie zanim wybuchła II wojna światowa. W 1900 ukończył w Kiszyniowie Szkołę Realną uzyskując świadectwo maturalne. Armia rosyjska powołała go w swoje szeregi 1 września tegoż roku i skierowała na studia wojskowe. W latach 1900–1903 uczęszczał w Piotrogrodzie do Michajłowskiej Szkoły Artylerii, którą ukończył w stopniu podporucznika. W 1905 został awansowany na porucznika, a w 1909 sztabskapitana. Uczestnik wojny rosyjsko-japońskiej, za którą otrzymał Order Świętej Anny IV stopnia „Za Męstwo”, Order Świętego Stanisława z mieczami i kokardą, Order Świętego Stanisława III stopnia.
8 lutego 1915 biorąc udział w I wojnie światowej, pod Grodnem został ranny i znalazł się w niewoli niemieckiej. Powrócił z niej dopiero w grudniu 1918.
1 stycznia 1920 roku został przyjęty do Wojska Polskiego z zatwierdzeniem posiadanego stopnia kapitana artylerii i przydzielony do dyspozycji Generalnego Inspektora Artylerii. 15 lipca 1920 roku został zatwierdzony z dniem 1 kwietnia 1920 roku w stopniu majora, w artylerii, w grupie oficerów byłych Korpusów Wschodnich i byłej armii rosyjskiej. Był wówczas dowódcą baterii zapasowej 9 pułku artylerii ciężkiej. 1 września 1921 został zatwierdzony na stanowisku zastępcy dowódcy 9 pułk artylerii polowej w Białej Podlaskiej.
3 maja 1922 roku został zweryfikowany w stopniu majora ze starszeństwem z dniem 1 czerwca 1919 roku i 3. lokatą w korpusie oficerów artylerii, a jego oddziałem macierzystym był wówczas 2 pułku artylerii ciężkiej. Z dniem 15 października 1922 roku został przeniesiony z 21 pułku artylerii polowej do 27 pułku artylerii polowej we Włodzimierzu Wołyńskim na stanowisko zastępcy dowódcy pułku. 31 marca 1924 roku został awansowany na podpułkownika ze starszeństwem z dniem 1 lipca 1923 roku i 2. lokatą w korpusie oficerów artylerii. Po awansie na podpułkownika został zatwierdzony na stanowisku zastępcy dowódcy 27 pap. W 1925 roku ukończył kurs dowódców pułków, który trwał 4 miesiące. 31 października 1927 roku został zwolniony ze stanowiska z równoczesnym przeniesieniem do kadry oficerów artylerii i przeniesieniem służbowym do Powiatowej Komendy Uzupełnień Włodzimierz Wołyński w celu odbycia czteromiesięcznej praktyki poborowej. 26 kwietnia 1928 roku został przeniesiony do dyspozycji dowódcy Okręgu Korpusu Nr II. Z dniem 31 października 1928 roku został przeniesiony w stan spoczynku.

Odchodząc z wojska otrzymał dwie opinie. Dowódca 27 Dywizji Piechoty gen. bryg. Jerzy Wołkowicki napisał – 

„Zainteresowanie się służbą bardzo wielkie, a w szczególności swoją specjalnością. Bardzo dużo teoretycznie pracuje nad sobą i posiada głęboką wiedze fachową. Taktycznie wybitnie uzdolniony i bardzo dobry praktyk w użyciu artylerii. Wybitnie dąży do ustalenia współpracy z piechotą. Bardzo dobrze prowadzi ćwiczenia artyleryjskie na mapie i w terenie. O byt szeregowych bardzo dbały i pod jego dowództwem 27 pap wyróżnił się pod tym względem. Nadaje się na dowódcę pułku. Bardzo dobry”.

 Druga była szefa artylerii OK II płk Konstantego Pilsowskiego – 

„Jako artylerzysta pod każdym względem oficer wybitny”.

Ppłk Gawdzińskiego zamordowano w Lesie Katyńskim. Został z dołu śmierci ekshumowany, a zidentyfikowano go pod numerem 1169. Pochowany został w bratniej mogile, prawdopodobnie drugiej. Przy jego zwłokach znaleziono kartkę na której widniał adres: Karola Gawdzińska, Warszawa, ulica Instytutowa 1. Jego nazwisko znajduje się na liście transportowej NKWD nr 017/2 z 1940 roku.
5 października 2007 roku Minister Obrony Narodowej Aleksander Szczygło mianował go pośmiertnie do stopnia pułkownika. Awans został ogłoszony 9 listopada 2007 roku, w Warszawie, w trakcie uroczystości „Katyń Pamiętamy – Uczcijmy Pamięć Bohaterów”.